# Polonosuchus
Polonosuchus (Polonozuch) – rodzaj archozaura z rodziny rauizuchidów (Rauisuchidae) żyjącego w późnym triasie na terenie dzisiejszej Europy. Początkowo został opisany pod nazwą Teratosaurus silesiacus, jednak późniejsze badania sugerują jego odrębność od teratozaura.
Holotyp Polonosuchus silesiacus (ZPAL AbIII/563), obejmujący niekompletną czaszkę oraz kręgi, został odkryty w datowanych na późny karnik osadach w okolicach Krasiejowa na Śląsku Opolskim. Szczątki te zostały opisane w 2005 roku przez Tomasza Suleja jako Teratosaurus silesiacus – drugi gatunek rodzaju Teratosaurus. Sulej zwrócił uwagę na podobieństwa w budowie kości szczękowej T. suevicus oraz nowo odkrytego rauizucha, pozwalające zaklasyfikować go do rodzaju Teratosaurus. W 2007 roku Lucas i współpracownicy odrzucili wskazane przez Suleja różnice pomiędzy T. suevicus a T. silesiacus i drugi z tych gatunków uznali za młodszy synonim pierwszego. W 2009 roku Stephen Brusatte i współpracownicy przebadali skamieniałości obu gatunków teratozaura. Holotyp T. suevicus, gatunku typowego rodzaju Teratosaurus (NHM 38646), obejmujący niekompletną kość szczękową, został uznany za zbyt fragmentaryczny, by można było do niego zaliczyć inne szczątki odkryte w noryckich osadach Mittlerer Stubensandstein w Niemczech. Brusatte i inni wyszczególnili kilka różnic pomiędzy holotypem T. suevicus oraz okazem odkrytym w Polsce, dowodzących, iż brak cech wskazujących na przynależność „T.” silesiacus i T. suevicus do tego samego rodzaju, wobec czego dla skamieniałości z Krasiejowa ustanowili nową nazwę rodzajową – Polonosuchus. Badania Brusatte et al. wykazały duże podobieństwa pomiędzy Teratosaurus, Polonosuchus oraz Postosuchus kirkpatricki i sugerują ich bliskie pokrewieństwo.
Oprócz szczątków Polonosuchus silesiacus w późnotriasowych osadach w Krasiejowie odnaleziono także liczne szczątki innych archozaurów, takich jak aetozaur Stagonolepis, fitozaur Paleorhinus, przedstawiciel Dinosauriformes Silesaurus, a także liczne płazy z rodzajów Metoposaurus i Cyclotosaurus.